# 프란츠 보프

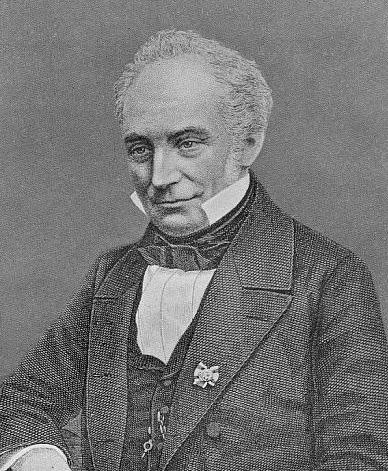
프란츠 보프

프란츠 보프(Franz Bopp, 1791년 9월 14일 ~ 1867년 10월 23일)는 독일의 언어학자로, 인도유럽어의 비교연구로 잘 알려져 있다.
그는 마인츠에서 태어났지만 그의 가족은 불안정한 정세를 피하여 바이에른의 아샤펜부르크로 옮겼다. 그곳에서 그는 카를 빈디슈만에게 동양의 언어와 문학에 대해 배웠으며, 프리드리히 슐레겔의 책 《인도의 언어와 지혜에 관하여(Über die Sprache und Weisheit der Indier)》를 통해 인도의 언어를 접했다.
1812년 보프는 바이에른 정부의 장학금을 받아 파리에 유학을 갔다. 그는 그곳에서 앙투안 레오나르 드 셰지, 실베스트르 드 사시, 루이 마튜 랑글레, 알렉산더 해밀턴 등과 함께 동양학을 연구했다. 당시 프랑스는 부르봉 왕정복고와 워털루 전투 등 정세적으로 불안한 상태였지만 보프는 산스크리트 문서가 보관된 도서관 안에서 산스크리트어 연구에 전념했다.
당시 언어학자들 사이에서는 산스크리트어·페르시아어·고전 그리스어·라틴어·독일어 등이 유사하며 공통된 조상을 갖고 있을 것이라는 것이 알려져 있었다. 보프의 업적은 이들의 문법이 시대에 따라 어떻게 바뀌어 왔는지를 처음 밝혀낸 것이다.

## 참고
- "Bopp, Franz". Encyclopedia Americana. 1920.
- 본 문서에는 현재 퍼블릭 도메인에 속한 브리태니커 백과사전 제11판의 내용을 기초로 작성된 내용이 포함되어 있습니다.
- 이 문서는 퍼블릭 도메인의 출판물의 내용을 포함합니다: Rines, George Edwin, 편집. (1920), 〈Bopp, Franz〉, 《아메리카나 백과사전》 4, 261–262쪽